# 索氏栅蛛
索氏栅蛛（学名：Hahnia thortoni）為栅蛛科栅蛛屬品種。分布於香港並以香港為模式產地。